# Parafia św. Michała Archanioła w Winnej Górze
Parafia Świętego Michała Archanioła w Winnej Górze – rzymskokatolicka parafia leżąca w granicach dekanatu miłosławskiego. Erygowana w 1305 roku.

## Dokumenty
Księgi metrykalne: 
- ochrzczonych od 1691 roku
- małżeństw od 1617 roku
- zmarłych od 1769 roku